# Törpegyurgyalag
A törpegyurgyalag (Merops pusillus) a madarak osztályának a szalakótaalakúak (Coraciiformes) rendjéhez, ezen belül a gyurgyalagfélék (Meropidae) családjához tartozó faj.

## Rendszerezése
A fajt Philipp Ludwig Statius Müller német zoológus és ornitológus írta le 1776-ban. Sorolták a Melittophagus nembe Melittophagus pusillus néven is.

## Alfajai
- Merops pusillus argutus Clancey, 1967
- Merops pusillus cyanostictus Cabanis, 1869
- Merops pusillus meridionalis (Sharpe, 1892)
- Merops pusillus ocularis (Reichenow, 1900)
- Merops pusillus pusillus Statius Muller, 1776[2]

## Előfordulása
Afrikában, a Szahara alatti területeken honos. Természetes élőhelyei a szubtrópusi és trópusi síkvidéki esőerdők, szavannák és cserjések, valamint édesvízi mocsarak, tavak, folyók és patakok környéke. Állandó, nem vonuló faj.

## Megjelenése
Testhossza 17 centiméter, testtömege 10–16 gramm. Feje teteje és háta zöld. Fekete szemsávja, kék szemöldöksávja és sárga torka van.
|  |

## Életmódja
Rovarokkal, többnyire méhekkel táplálkozik.

## Természetvédelmi helyzete
Az elterjedési területe rendkívül nagy, egyedszáma pedig csökkenő, de még nem éri el a kritikus szintet. A Természetvédelmi Világszövetség Vörös listáján nem fenyegetett fajként szerepel.